# Histoire de l'Égypte antique
L’histoire de l’Égypte antique se caractérise par la longévité des institutions mises en place dès son commencement et qui, bien que n’étant pas restées totalement figées, ont résisté aux périodes les plus troubles. Au sommet de ces institutions se trouve le pharaon, roi et seul intermédiaire entre les hommes et les dieux, garant de l’ordre contre le chaos extérieur (envahisseurs) ou intérieur (désordre social).

## Grandes périodes de l'histoire égyptienne antique
Le découpage traditionnel de l’histoire égyptienne ancienne se fait par périodes et par dynasties. La pertinence de ce découpage qui date, dans ses grandes lignes, des historiens de l’Antiquité (notamment de Manéthon), est actuellement remise en cause par les récentes découvertes archéologiques, mais il présente néanmoins l’avantage d’une relative simplicité. On considère généralement neuf grandes périodes que sont : 
- La Période prédynastique
- La Période thinite
- L'Ancien Empire
- La Première Période intermédiaire
- Le Moyen Empire
- La Deuxième Période intermédiaire
- Le Nouvel Empire
- La Troisième Période intermédiaire
- La Basse époque

### Période prédynastique
(environ -5500 à -3150)

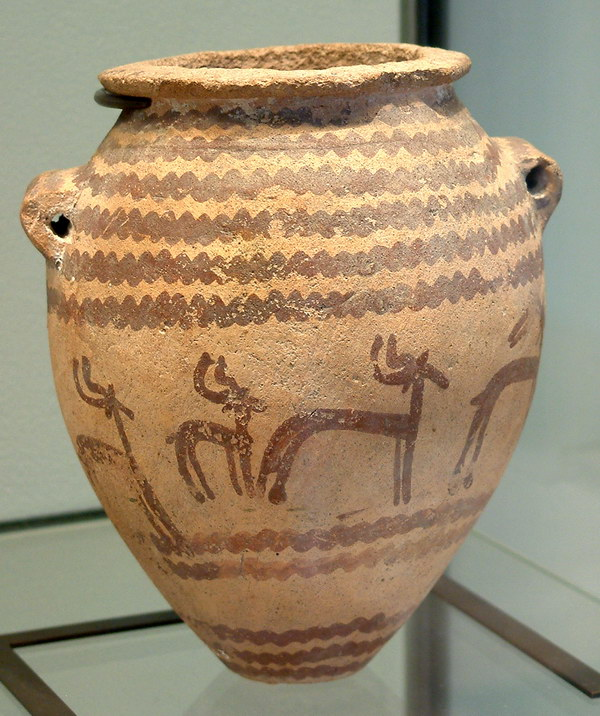
Vase nagdalénien décoré de gazelles et exposé au Louvre.

Cette période, encore assez mal connue, recouvre les temps qui précédaient l’unification du pays et l’établissement des premières institutions pharaoniques. Elle commence avec la sédentarisation de diverses peuplades au bord du Nil puis le développement de l’agriculture et de l’élevage à la fin du néolithique.
Des fouilles archéologiques ont permis de connaître plusieurs cultures de cette période :
- Mérimdé,
- Badarien,
- Nagada I (Amratien), II, III puis IV.

La fin de cette période nommée Nagada III ou période protodynastique est marquée par la centralisation du pouvoir autour de deux pôles, au Nord et au Sud. La dynastie des princes du Sud, à qui l’on attribue le plus souvent l’unification du pays, est désignée par le terme de dynastie zéro.

### Période thinite
(environ -2920 à -2686)

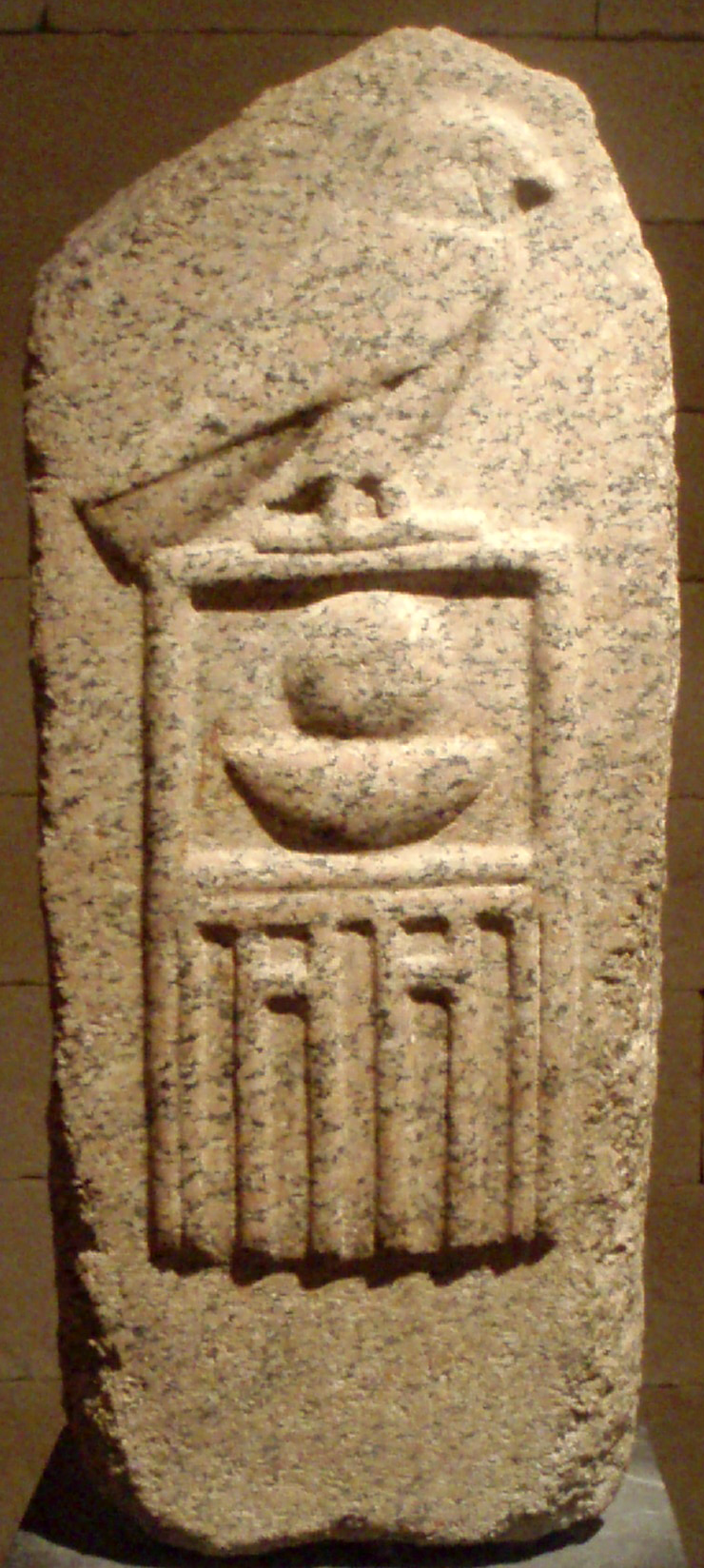
Stèle de la, sous le règne du pharaon Nebrê, sur laquelle est inscrite son nom en hiéroglyphes au sein d’un serekh, surmonté par Horus. Exposé au Metropolitan Museum of Art.

Le légendaire premier pharaon, connu sous le nom de Narmer (ou Ménès), fonde ainsi la Ire dynastie dont la capitale est établie à Thinis, non loin d’Abydos. Progressivement, s’organise une administration royale à l’échelle nationale. Le pays est divisé en provinces dirigées par un fonctionnaire royal. Une nouvelle capitale est fondée à la pointe sud du delta : Memphis. Le roi prend le titre d’Horus, en conformité avec la légende d’Osiris, qui légitime leur pouvoir.

### Ancien Empire
(environ -2686 à -2181)

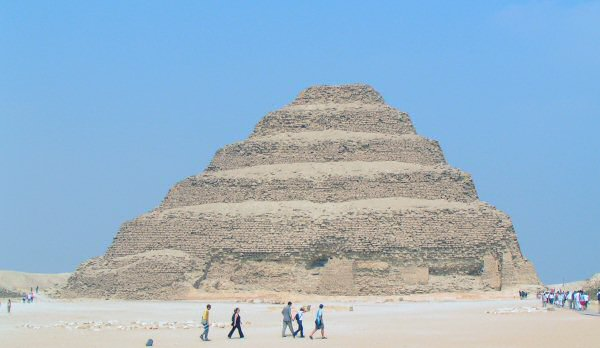
Complexe funéraire du roi Djéser.

C’est l’époque des premières pyramides. D’abord la pyramide à degrés à Saqqarah, sous le règne du pharaon Djéser, puis des trois pyramides de Snéfrou : pyramide à degrés de Meïdoum, pyramide dite rhomboïdale et pyramide « parfaite » de Dahchour.
La déification du roi s’accentue à mesure que son autorité se renforce. Un pouvoir central fort appuyé par une administration compétente permet la mise en œuvre de grands chantiers qui exploitent la main-d’œuvre inactive lors de la crue. Commence alors la période de construction des pyramides, qui atteint son apogée sous la IVe dynastie à Gizeh (Gîza) : Khéops (Khoufou), Khéphren (Khafré) et Mykérinos (Menkâouré). 
Cette longue période de cinq siècles voit naître la littérature classique égyptienne qui sert de référence pour les deux millénaires à suivre. Les grands thèmes de bases sont posés, tant dans les lettres que dans les sciences, ou les arts comme l’architecture, la peinture et la sculpture.
Il s’agit aussi d’une période d’expansion territoriale avec, vers -2650, la conquête du Sinaï par Djéser et, vers -2300, la conquête de la Nubie par Pépi Ier.
Une autre pyramide, datant du dernier roi de la Ve dynastie, est connue par la découverte des premiers textes religieux, les textes des pyramides que Gaston Maspero y a trouvés : la pyramide d'Ounas.

### Première Période intermédiaire

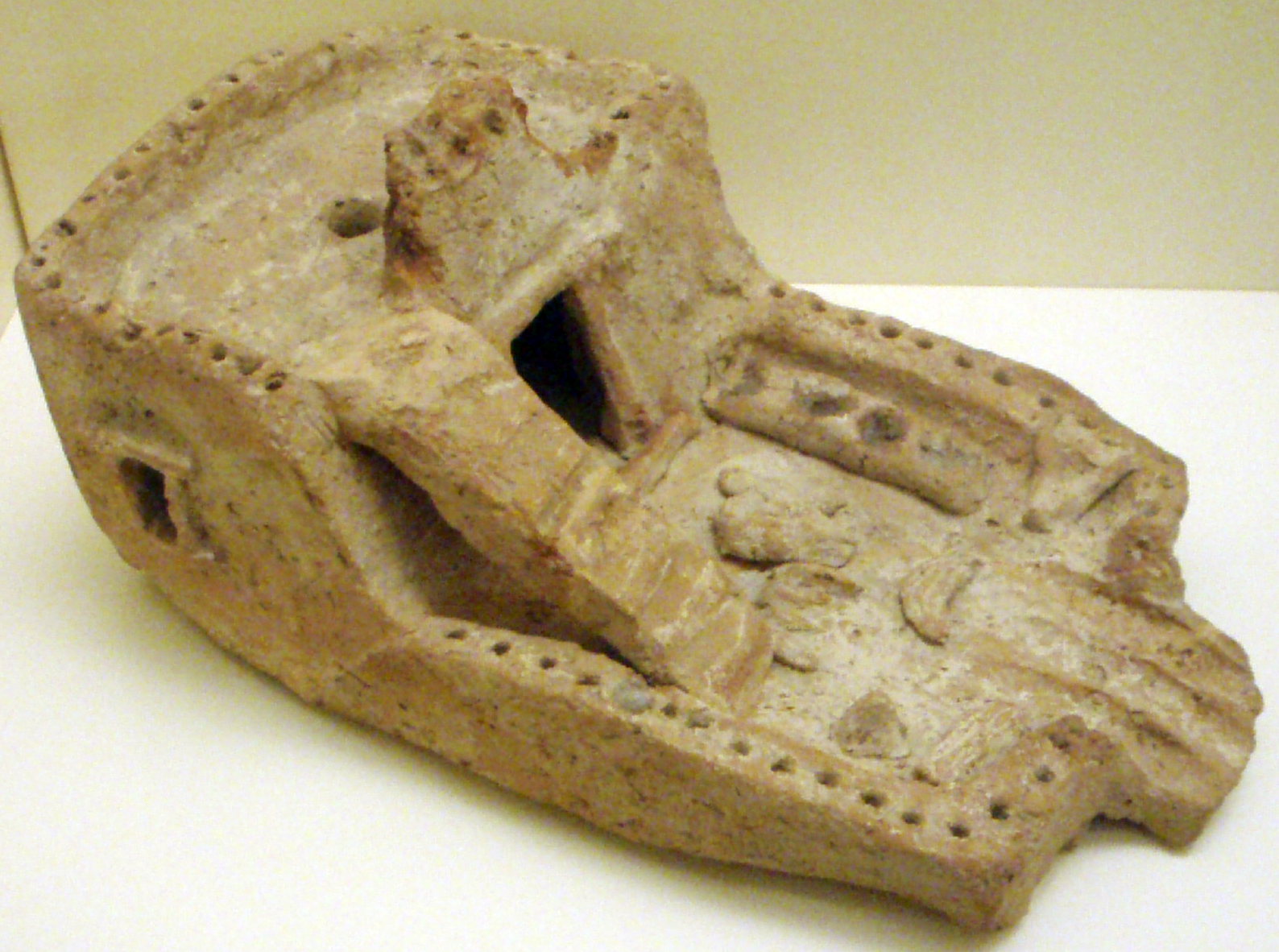
Poterie d’une maison utilisée lors d’enterrements et datant de la première période intermédiaire. Exposé au Royal Ontario Museum.

La première partie de la Première Période intermédiaire, bien que d’une durée relativement courte (-2181 à -2160) a vu se succéder quinze rois en deux dynasties, les VIIe et VIIIe. S'ensuit une période de conflits entre le nord du pays, tenu par les IXe puis Xe dynastie, et le sud tenu par la XIe. La Première Période intermédiaire aura une influence importante sur la conception religieuse, et sur la nature du pouvoir royal.

### Moyen Empire

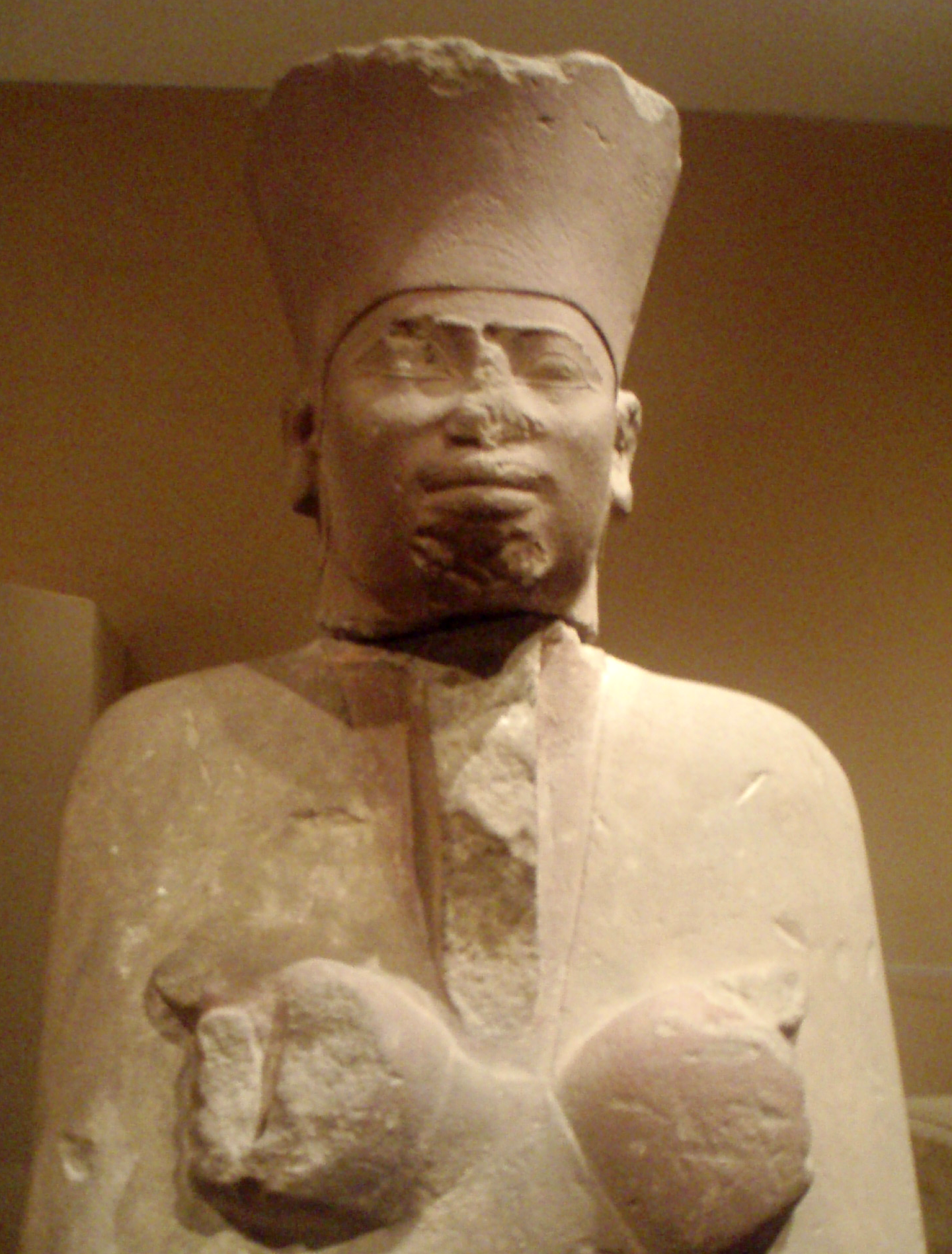
Une statue osiride de Montouhotep II, le fondateur du Moyen Empire, exposée au Metropolitan Museum of Art.

Le Moyen Empire (-2033 à -1786) commence avec la réunification du pays sous le règne de Montouhotep II sous la XIe dynastie. La dynastie suivante connaîtra des rois très célèbres. Les Sésostris, dont le plus connu, Sésostris Ier, se nommait en réalité Khéperkarê Senousret, et les Amenemhat, dont le plus connu Amenemhat III. À la fin de la XIIe dynastie commencera la Deuxième Période intermédiaire.

### Deuxième Période intermédiaire
Période d’occupation du pays par les Hyksôs (dates estimées : -1674 à -1530).

### Nouvel Empire

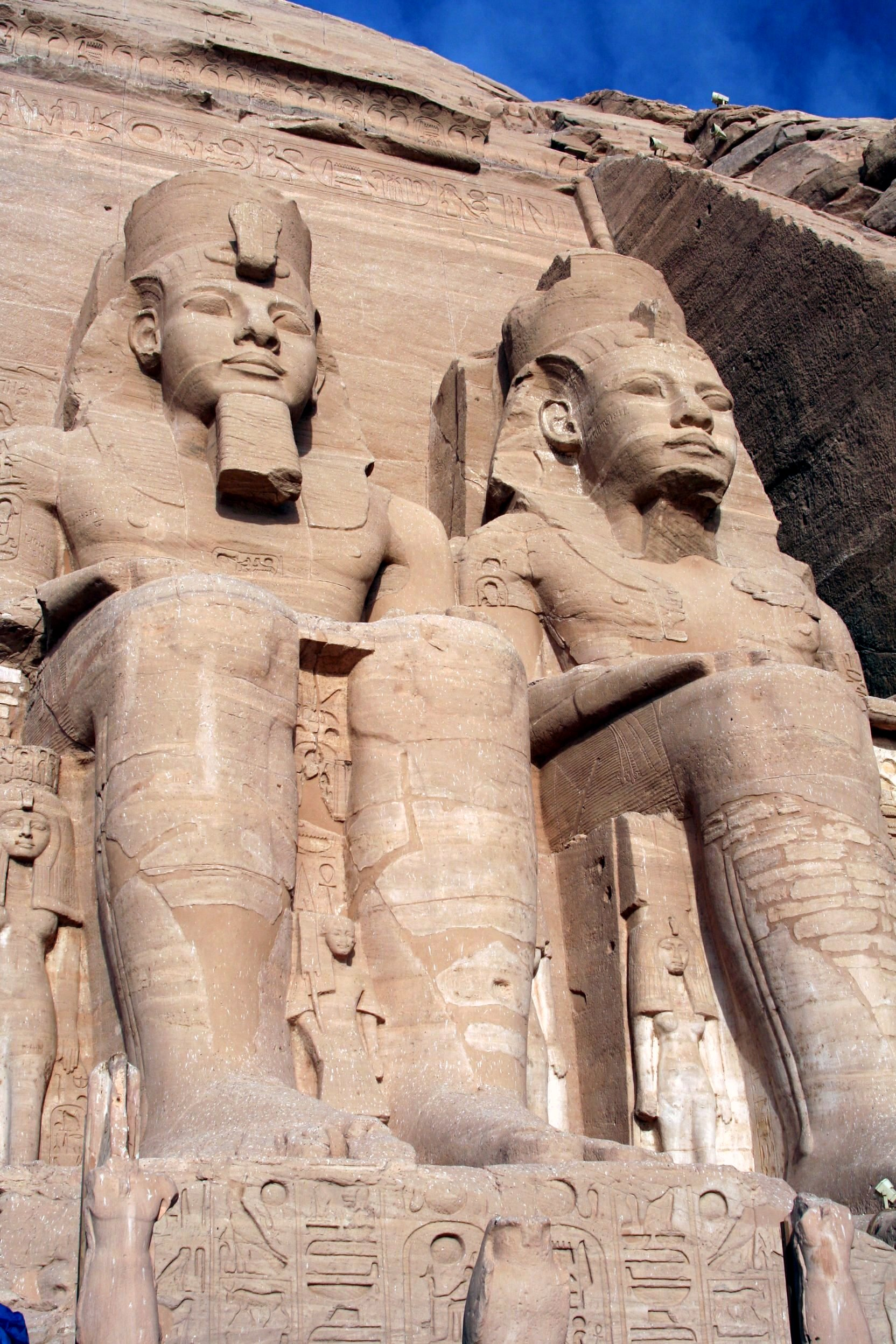
Représentations colossales de Ramsès II situées à l’entrée du temple qui lui était dédié, à Abou Simbel.

Le Nouvel Empire (-1550 à -1069) est considéré comme la période la plus prospère de toute l’histoire égyptienne. C’est une période de raffinements et d’évolutions qui s’étale sur un peu plus de cinq siècles. L’initiateur en est Ahmôsis, premier roi de cette époque. Repoussant les Hyksôs (Indo-européens), il va mettre en place les fondations du Nouvel Empire en compagnie de sa mère Ahotep et de son épouse Ahmès-Néfertary. Le Nouvel Empire couvre une période allant des environs -1550 à -1070 et est formé de trois dynasties : XVIIIe (-1552 à -1292), XIXe (-1292 à -1186) et XXe (-1186 à -1069).
C’est une période qui se caractérise par un renouveau culturel et artistique, dont l’apogée sera la période amarnienne, qui s’explique en partie par l’ouverture du pays vers le monde extérieur, comme l’Asie mineure, la Crète ou le Hatti. C’est de cette époque que nous viennent certains des plus beaux témoignages architecturaux (temple de Louxor, tombe de Séthi Ier, Ramesséum, Temples d'Abou Simbel, etc.).

### Troisième Période intermédiaire

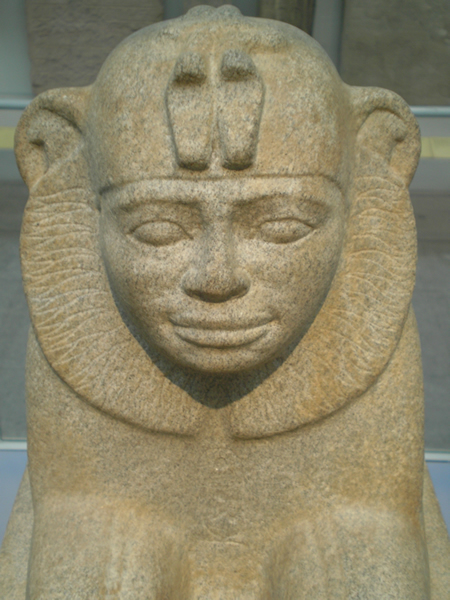
Sphinx du pharaon nubien Taharqa.

Avec la fin du Nouvel Empire l’Égypte entre dans une période de fragilités et de morcellement de l’autorité royale au profit de castes de prêtres ou de militaires qui prendront tour à tour le pouvoir, initiant de brèves périodes de prospérité comme au début de la XXIe ou de la XXIIe dynastie. 
Si Thèbes parvient à garder le contrôle d’une bonne partie du territoire de la Haute-Égypte, le pouvoir royal se déplace définitivement dans le delta du Nil et de nouvelles cités sont l’objet de l’attention des pharaons. Tanis, Bubastis et Saïs deviennent les nouveaux centres de la civilisation égyptienne et maintiennent les arts et la littérature au niveau atteint à la période précédente. 
Cependant des sécessions régulières de dynastes locaux ou de grands prêtres d’Amon qui prennent une titulature royale, et datent les inscriptions et les monuments à partir de leurs propres règnes, compliquent beaucoup l’étude et l’attribution des œuvres de cette période. Le pays en est affaibli économiquement et ne peut plus garder le contrôle d’un vaste empire, perdant définitivement ses prétentions asiatiques et même ses possessions nubiennes. Malgré une volonté affichée de conserver l’héritage des Ramsès, les souverains de cette période ne pourront endiguer le déclin ni éloigner le spectre de l’invasion.

### Basse époque
Cette période (-750 à -332) commence par la réunification du pays par Piânkhy, qui inaugure la période éthiopienne. Elle perdra le contrôle du pays après l’invasion assyrienne qui laissera de profondes blessures dans l’esprit des égyptiens : les troupes d’Assarhaddon et d’Assurbanipal pilleront en effet les temples et brûleront des villes. Cependant, ne pouvant gérer le pays à cause de la fragilité de leur empire, ils favoriseront la dynastie saïte d’origine libyenne. 
La Basse époque se caractérise par des prises de pouvoir successives par des souverains étrangers, entrecoupées de courtes périodes d’indépendance. Ces souverains, bien que de cultures très différentes, adopteront tous le modèle égyptien et sa culture. Ils se feront en effet proclamer pharaons, sauf durant la période perse, et choisiront une titulature royale, calquée sur celles des anciens rois, certains cherchant même à retrouver la gloire passée se tournant vers un archaïsme architectural et lyrique tout droit issu de l’Ancien et du Moyen Empire. 
Par la suite, l’Égypte devient une province, d’abord de l’Empire perse puis de l'Empire d’Alexandre. Enfin à l’issue des trois cents ans de la dynastie lagide, l’Égypte devient une province de l’Empire romain.

## Chronologie
- Période prédynastique
- Période thinite
  - Ire dynastie
  - IIe dynastie
- Ancien Empire
  - IIIe dynastie
  - IVe dynastie
  - Ve dynastie
  - VIe dynastie
- Première Période intermédiaire
  - VIIe dynastie
  - VIIIe dynastie
  - IXe dynastie
  - Xe dynastie
  - XIe dynastie de Thèbes
- Moyen Empire
  - XIe dynastie de Thèbes
  - XIIe dynastie
- Deuxième Période intermédiaire
  - XIIIe dynastie
  - XIVe dynastie hyksôs
  - XVe dynastie hyksôs
  - XVIe dynastie hyksôs
  - XVIIe dynastie de Thèbes
- Nouvel Empire
  - XVIIIe dynastie
  - XIXe dynastie
  - XXe dynastie
- Troisième Période intermédiaire
  - XXIe dynastie de Tanis
  - XXIIe dynastie de Bubastis
  - XXIIIe dynastie de Tanis
  - XXIVe dynastie de Tanis
- Basse époque
  - XXVe dynastie koushite
  - XXVIe dynastie de Saïs
  - XXVIIe dynastie perse
  - XXVIIIe dynastie
  - XXIXe dynastie
  - XXXe dynastie
- Dynastie perse
- Période macédonienne d’Alexandre le Grand
- Dynastie lagide
- Période romaine et byzantine